# Seeschlachten von Barfleur und La Hougue
Philippsburg – Koblenz – Walcourt – Bantry Bay – Mainz – Bonn – Fleurus – Beachy Head – Boyne – Staffarda – Québec – Mons – Cuneo – Leuze – Aughrim – Barfleur/La Hougue – Namur 1 – Steenkerke – Lagos – Neerwinden – Marsaglia – Charleroi – Torroella – Camaret – Texel – Sant Esteve d'en Bas – Gerona – Dixmuyen – Namur 2 – Brüssel –  Ath – Cartagena – Barcelona
Die Seeschlachten von Barfleur und La Hougue waren kurz aufeinander folgende Schlachten des Pfälzischen Erbfolgekriegs zwischen den verbündeten Flotten des Königreichs England und der Vereinigten Niederlande einerseits und Frankreichs andererseits zwischen dem 19. Maijul. / 29. Mai 1692greg. und dem 25. Maijul. / 4. Juni 1692greg.. Das erste Gefecht fand in der Nähe von Barfleur statt; weitere Gefechte folgten bei Cherbourg und bei Saint-Vaast-la-Hougue auf der Halbinsel Cotentin, Normandie, Frankreich. Es handelt sich um die entscheidende Seeschlacht des Pfälzischen Erbfolgekriegs.

## Vorgeschichte
Ludwig XIV. und sein Marinesekretär, Graf Louis Phélypeaux de Pontchartrain (1643–1727), planten eine Invasion Englands, um dem abgesetzten König Jakob II. wieder zum britischen Thron zu verhelfen. Die Invasion sollte im April 1692 stattfinden, bevor die englische und niederländische Flotte in See stachen und sich vereinigten. Truppen wurden in Saint-Vaast-la-Hougue zusammengezogen, und Kavallerie und Artillerie wurde in Le Havre eingeschifft. Admiral Tourville sollte mit der französischen Flotte von Brest aus eintreffen und die Transportschiffe während der Überfahrt nach England beschützen, die englische Flotte besiegen und die Invasionsarmee in England an Land bringen.
Die französische Flotte war jedoch nicht in der Lage, sich rechtzeitig zu sammeln, da das Geschwader aus Toulon unter dem Kommando von d’Estrées durch einen Sturm in der Straße von Gibraltar zurückgeworfen wurde und dabei zwei Schiffe verlor. Das Geschwader aus Rochefort war verspätet. Dem Geschwader in Brest fehlten ausreichende Mannschaften, und Tourville musste deshalb 20 Schiffe unter dem Befehl von Châteaurenault zurücklassen. Ungünstige Winde führten zu einer weiteren Verzögerung bis zum 12. Mai.
Tourville erreichte den Ärmelkanal mit 37 Linienschiffen und Begleitschiffen. Am 25. Mai stieß Villette mit dem Geschwader aus Rochefort, 7 Linienschiffen und Begleitschiffen, dazu. Die Gesamtstärke betrug jetzt 44 Linienschiffe; zusammen mit den Begleitschiffen waren es insgesamt zwischen 70 und 80 Schiffe.
Inzwischen sammelte sich die alliierte Flotte in St. Helens auf der Isle of Wight. Delaval erreichte St. Helens am 18. Mai; am nächsten Tag traf Carter ein, der im westlichen Ärmelkanal gewesen war, wo er einen Konvoi geleitete und Truppen nach Guernsey brachte. Die Niederländer hatten im April von Texel aus eine Flotte unter Almonde entsandt, die sich auf dem Weg nach Süden befand. Ashby stach am 7. Mai aus der Nore in See. Russell verspätete sich bis zum 9. Mai. Er traf Almonde und eine weitere niederländische Flottille bei Dungeness. Am 24. Mai standen Russell mehr als 80 Linienschiffe und zusätzliche Begleitschiffe zur Verfügung. Damit war zu diesem Zeitpunkt die französische Strategie bereits gescheitert, mit konzentrierten Kräften gegen einen zerstreuten Gegner vorzugehen.
Ludwig XIV. hatte Tourville befohlen, den Kampf unabhängig vom Kräfteverhältnis zu suchen («fort ou faible»), was dieser auch tat.

## Die Schlacht von Barfleur

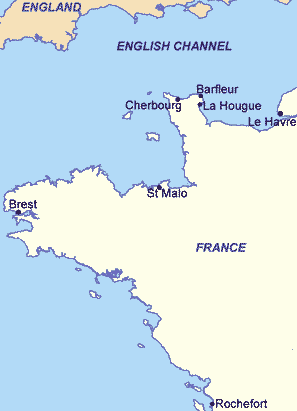

Die Flotten sichteten einander am 29. Mai bei Tagesanbruch vor Kap Barfleur. Tourville hielt eine Besprechung mit seinen Offizieren ab, deren Ergebnis war, dass ein Gefecht nicht ratsam erschien. Tourville fühlte sich jedoch an den strikten Befehl des Königs gebunden, den Kampf zu suchen. Bei einer leichten Brise aus Südwest kamen sich die Flotten langsam näher, Russell von Nordwesten, Tourville von Süden. Beide Flotten waren in drei Geschwader und diese wiederum jeweils in drei Flottillen aufgeteilt, die von jeweils einem Flaggoffizier kommandiert wurden.
Wegen des schwachen Winds dauerte es fünf Stunden von der ersten Sichtung bis zum Beginn der Schlacht. Tourville hatte sein Zentrum, das Weiße Geschwader unter seinem eigenen Befehl, verstärkt, um Russells Rotes Geschwader mit annähernd gleicher Stärke angreifen zu können. Außerdem versuchte er, sein Risiko zu vermindern, indem er seine Vorhut auseinanderzog, um zu verhindern, dass sie ausmanövriert und geschlagen werden konnte. Die Nachhut wurde zurückgehalten, um die Luvseite zu halten.
Russell ließ das Feuer so lange wie möglich zurückhalten, um erst aus geringer Distanz auf den Gegner zu feuern. Almonde, der Befehlshaber der alliierten Vorhut, ließ seine Schiffe ebenfalls auseinanderziehen, um sich der französischen Formation anzupassen. Ashby, der mit der Nachhut etwas entfernt stand, versuchte, sich zu nähern und das Blaue Geschwader in den Kampf zu führen. Ab 11:00 Uhr beschossen sich die beiden Flotten für die nächsten Stunden und verursachten beträchtliche Schäden. Die Schlacht zog sich bis in die Nacht hin. Um 13:00 Uhr gelang es Shovell, nachdem sich die Windrichtung geändert hatte, die französische Linie zu durchbrechen, und die Niederländer begannen, die französische Vorhut einzukreisen. Um 16:00 Uhr setzte Windstille ein. Um 18:00 Uhr konnte Tourville die Tide nutzen, um eine Ruhepause zu erhalten. Um 20:00 Uhr nutzte Shovell die Tide für einen Angriff mit Brandern.
Gegen 22:00 Uhr war die Schlacht vorüber. Obwohl die meisten Schiffe auf beiden Seiten zum Teil schwer beschädigt waren, war kein Schiff verloren gegangen. Tourville nutzte die einsetzende Ebbe, um sich aus dem Gefecht zurückzuziehen. Russell verfolgte ihn in der Nacht.

## Nachspiel
Am 30. Mai wurde der französische Rückzug durch Wind, Tide und die Tatsache behindert, dass das französische Marineministerium die Schiffe aus Kostengründen mit Ankern ausgerüstet hatte, die zu schwach waren, um den starken Gezeiten in der Region zu widerstehen. Zudem war der Hafen in Cherbourg nicht durch eine Festung geschützt.
Am Morgen des 30. Mai war die französische Flotte in kleinen Gruppen über ein weites Gebiet zerstreut. Gabaret und Langeron standen mit vier weiteren Schiffen im Norden. Sie fuhren später am Tag an der englischen Küste vorbei in den Atlantik und erreichten später den Hafen von Brest. Im Süden befand sich Nesmond mit sechs Schiffen. Er fuhr nach Südwesten auf die Küste der Normandie zu. Zwei seiner Schiffe mussten in St. Vaast-la-Hougue auf Grund gesetzt werden, zwei weitere erreichten Le Havre, wo die L’Entendu am Hafeneingang verloren ging. Mit den verbliebenen Schiffen Monarque und Aimable passierte er die Straße von Dover, umrundete Großbritannien und erreichte schließlich Brest.
Die Hauptgruppe befand sich in drei Gruppen auf westlichem Kurs. Villette war mit 15 Schiffen an der Spitze, gefolgt von d’Amfreville mit 12 und Tourville, der mit sieben Schiffen die Nachhut bildete. Während des Tages konnten sich die Einheiten sammeln, aber Tourville war durch die Versuche, sein Flaggschiff zu retten, aufgehalten worden. Später am Tag verlegte er seine Flagge von der Soleil-Royal, die in einem schlimmen Zustand war, auf die L’Ambitieux, das Flaggschiff von Mursay.
Almonde verfolgte mit der niederländischen Flotte und einer Anzahl englischer Schiffe die französische Flotte. Viele Schiffe, besonders die des englischen Roten Geschwaders, waren durch Schäden verlangsamt und fielen zurück. Ashby konnte bis zum Ende des Tages zu den Franzosen aufschließen. Russell musste drei Schiffe zur Reparatur aus seinem Verband entlassen. Diese sichteten später Gabarets Gruppe, aber es kam zu keinen Kampfhandlungen. Shovell transferierte sein Kommando auf die Kent, da sein Flaggschiff, die Royal William, beschädigt war. Die Schäden an der Britannia, Russells Flaggschiff, verursachten eine Verspätung seines Geschwaders.
Am 31. Mai ankerte die französische Flotte gegen die Gezeiten vor Kap de la Hague. Das Führungskontingent unter Panetié, 21 Linienschiffe, hatte das Kap umrundet und hielt auf Alderney zu, während die verbliebenen Einheiten, 13 Linienschiffe unter Tourville und anderen Flaggoffizieren, sich östlich davon befanden. Als sich das Wetter änderte, hielten die Anker der Schiffe nicht mehr stand, die Schiffe konnten ihre Position wegen Gezeiten und Wind nicht mehr halten und mussten aufgegeben werden. Die drei am stärksten beschädigten Schiffe mussten vor Cherbourg auf den Strand gesetzt werden, die restlichen zehn Schiffe erreichten Saint-Vaast-la-Hougue, wo sie zusammen mit den beiden Einheiten Nesmonds, die schon dort waren, ebenfalls auf den Strand gesetzt wurden. Russell setzte mit seinen und einigen Einheiten Ashbys die Verfolgung fort, während Ashby zusammen mit Almonde Panetiés Gruppe beschattete.
Panetié konnte durch eine riskante Passage durch die Straße von Alderney entkommen. Almonde und Ashby konnten ihm nicht folgten, da Carter, ihr einziger Offizier, der die Gewässer kannte, seinen Verletzungen erlegen war. Später wurden sie dafür von Russell kritisiert. Almonde versuchte, Panetié noch durch einen Kurs westlich Alderney zu erreichen, aber dessen Vorsprung war zu groß und Almonde brach die Verfolgung ab. Panetié erreichte somit später unbehelligt Saint-Malo, während Almonde und Ashby sich nach Osten wandten, um Russell bei La Hougue zu treffen.
Die Soleil Royal, die Admirable und die Triomphant, die bei Cherbourg auf den Strand gesetzt worden waren, wurden am 3. Juni von Delaval zerstört, der sie mit Beibooten und Brandern angriff.
Unterdessen hatte sich Russell den verbliebenen Schiffen zugewandt, die in La Hougue von Landstreitkräften und einer Batterie geschützt wurden. Am 3. und 4. Juni griffen Rooke und Danby mit Beibooten an. Zu diesem Zeitpunkt waren die französischen Besatzungen erschöpft und entmutigt. Die Alliierten setzten erfolgreich Landungstruppen und Brander ein, die alle zwölf Linienschiffe niederbrannten. Dieser Kampf wurde in England als Schlacht von La Hogue gefeiert.

## Folgen
Die Niederlage der französischen Flotte beendete die Invasionspläne. Der alliierte Sieg wurde in England mit einer Flottenparade gefeiert. Nach der Schlacht versuchten die Franzosen nicht mehr, die Seeherrschaft zu erringen, sondern verfolgten eine kontinentale Strategie. Auf See beschränkten sie sich auf den Handelskrieg.
Die Schlacht wird auf beiden Seiten des Ärmelkanals unterschiedlich rezipiert. Die Briten betrachten die Schlacht als ein einzelnes Ereignis über sechs Tage, das oft als „Schlacht von La Hogue“ bezeichnet wird. Die Franzosen sehen die unterschiedlichen Gefechte als verschiedene Schlachten von Barfleur, Cherbourg und La Hougue. Neutrale Beobachter wie der amerikanische Admiral Mahan und Pemsel sahen die Schlacht als Gesamtheit, da Seegefechte über mehrere Tage zu dieser Zeit nicht ungewöhnlich waren. Die Bezeichnung Schlacht von Barfleur and La Hogue stellt einen Kompromiss dar.
Beide Seiten beurteilen das Ergebnis unterschiedlich. Die Briten sprechen von einem Sieg, die Franzosen, die in Bezug auf La Hougue und Cherbourg eine Niederlage einräumen, beanspruchen Barfleur als Sieg.
Die britische Betrachtungsweise eines großen Sieges ist zwar plausibel, aber nicht korrekt. Schon zu Mahans Zeit wurde der Sieg als weniger wichtig betrachtet. Die französischen Invasionspläne wurden durchkreuzt, aber die Schlacht war nicht der entscheidende Schlag gegen die französische Marine. Die französischen Verluste konnten schnell ausgeglichen werden, und schon im folgenden Jahr konnte Tourville den Alliierten vor Lagos eine Niederlage beibringen. Die Umorientierung der Franzosen zu einem Handelskrieg war mehr eine Frage der Politik als der militärischen Notwendigkeit.
Die französische Sichtweise eines Sieges bei Barfleur ist ebenfalls nicht korrekt. Die Gefechte bei Cherbourg und La Hougue können nur als Niederlagen gesehen werden, aber auch Barfleur war kein Sieg. Das strategische Ziel, die Flotte zu konzentrieren und die Kontrolle über den Ärmelkanal zu gewinnen, bevor sich die alliierte Flotte gesammelt hatte, war schon am 24. Mai gescheitert, und die Möglichkeit einer Invasion war damit schon vor der Schlacht vertan. Taktisch machte Tourville das beste aus einer schwierigen Situation. Er nutzte die Gezeiten geschickt aus, um seine Flotte zurückzuziehen, und später, um zu entkommen. Da auf beiden Seiten bei Barfleur keine Schiffe verloren gingen, kann man den Ausgang der Schlacht bestenfalls als unentschieden betrachten.
Trotzdem haben die Historiker die Fähigkeiten der Franzosen generell anerkannt. Die Franzosen sind stolz auf die Schlacht von Barfleur. In Großbritannien wurden zur Erinnerung an die Schlachten mehrere Generationen von Kriegsschiffen mit den Namen HMS Barfleur und HMS Hogue versehen.

## Beteiligte Einheiten
- England: 56 Linienschiffe
- Niederlande: 26 Linienschiffe
- Frankreich: 44 Linienschiffe

### Niederlande
| Schiff                            | Kanonen                       | Kommandant                    | Verluste                      | Verluste                      | Verluste                      | Anmerkungen                   |
| Schiff                            | Kanonen                       | Kommandant                    | getötet                       | verwundet                     | Insgesamt                     | Anmerkungen                   |
| Weißes Geschwader (Almonde)       | Weißes Geschwader (Almonde)   | Weißes Geschwader (Almonde)   | Weißes Geschwader (Almonde)   | Weißes Geschwader (Almonde)   | Weißes Geschwader (Almonde)   | Weißes Geschwader (Almonde)   |
| Flottille von Evert de Liefde     | Flottille von Evert de Liefde | Flottille von Evert de Liefde | Flottille von Evert de Liefde | Flottille von Evert de Liefde | Flottille von Evert de Liefde | Flottille von Evert de Liefde |
| --------------------------------- | ----------------------------- | ----------------------------- | ----------------------------- | ----------------------------- | ----------------------------- | ----------------------------- |
| De Zeven Provinciën               | 76                            | Evert de Liefde               |                               |                               |                               | Flaggschiff                   |
| Kapitein Generaal                 | 84                            |                               |                               |                               |                               |                               |
| Maegt van Doort                   | 64                            |                               |                               |                               |                               |                               |
| Delft                             | 54                            |                               |                               |                               |                               |                               |
| Ridderschap                       | 72                            |                               |                               |                               |                               |                               |
| Veluwe                            | 64                            |                               |                               |                               |                               |                               |
| Friesland                         | 70                            |                               |                               |                               |                               |                               |
| Prins Casimir                     | 70                            |                               |                               |                               |                               |                               |
| Stad es Land                      | 52                            |                               |                               |                               |                               |                               |
| Flottille von Philips van Almonde |                               |                               |                               |                               |                               |                               |
| Amsterdam                         | 64                            | Cornelis van der Zaan         |                               |                               |                               | Flaggschiff                   |
| Prinses Maria                     | 92                            | Vizeadmiral Gillis Schey      |                               |                               |                               |                               |
| Leiden                            | 64                            |                               |                               |                               |                               |                               |
| Schattershoef                     | 50                            |                               |                               |                               |                               |                               |
| Elswout                           | 72                            |                               |                               |                               |                               |                               |
| Prins                             | 92                            |                               |                               |                               |                               |                               |
| Slot Muiden                       | 72                            |                               |                               |                               |                               |                               |
| Zeeland                           | 64                            |                               |                               |                               |                               |                               |
| Flottille des Vizeadmiral         |                               |                               |                               |                               |                               |                               |
| Gaasterland                       | 50                            |                               |                               |                               |                               |                               |
| Keurvorst van Brandenburg         | 92                            |                               |                               |                               |                               |                               |
| Erste Edele                       | 74                            |                               |                               |                               |                               |                               |
| Koning Willem                     | 92                            |                               |                               |                               |                               |                               |
| Veere                             | 62                            |                               |                               |                               |                               |                               |
| Gelderland                        | 64                            |                               |                               |                               |                               |                               |
| Goes                              | 54                            |                               |                               |                               |                               |                               |
| Zierikzee                         | 60                            |                               |                               |                               |                               |                               |
| Zeelandia                         | 90                            |                               |                               |                               |                               |                               |
| Noordholland                      | 68                            |                               |                               |                               |                               |                               |

### England
| Schiff                     | Kanonen                    | Kommandant                    | Verluste                   | Verluste                   | Verluste                   | Anmerkungen                                        |
| Schiff                     | Kanonen                    | Kommandant                    | getötet                    | verwundet                  | Insgesamt                  | Anmerkungen                                        |
| Rotes Geschwader (Russell) | Rotes Geschwader (Russell) | Rotes Geschwader (Russell)    | Rotes Geschwader (Russell) | Rotes Geschwader (Russell) | Rotes Geschwader (Russell) | Rotes Geschwader (Russell)                         |
| -------------------------- | -------------------------- | ----------------------------- | -------------------------- | -------------------------- | -------------------------- | -------------------------------------------------- |
| Saint Michael              | 90                         | Thomas Hopsonn                |                            |                            |                            |                                                    |
| Lenox                      | 70                         | John Munden                   |                            |                            |                            |                                                    |
| Bonaventure                | 50                         | John Hubbard                  |                            |                            |                            |                                                    |
| Royal Katherine            | 82                         | Wolfran Cornewall             |                            |                            |                            |                                                    |
| Royal Sovereign            | 100                        | Humphrey Sanders              |                            |                            |                            | Flaggschiff von Vice-Admiral Ralph Delaval         |
| Captain                    | 70                         | Daniel Jones                  |                            |                            |                            |                                                    |
| Centurion                  | 50                         | Francis Wyvill                |                            |                            |                            |                                                    |
| Burford                    | 70                         | Thomas Harlow                 |                            |                            |                            |                                                    |
| Elizabeth                  | 70                         | Stafford Fairborne            |                            |                            |                            |                                                    |
| Rupert                     | 66                         | Basil Beaumont                |                            |                            |                            |                                                    |
| Eagle                      | 70                         | John Leake                    |                            |                            |                            |                                                    |
| Chester                    | 50                         | Thomas Gillam                 |                            |                            |                            |                                                    |
| Saint Andrew               | 96                         | George Churchill              |                            |                            |                            |                                                    |
| Britannia                  | 100                        | David Mitchell, John Fletcher |                            |                            |                            | Flaggschiff von Admiral of the Blue Edward Russell |
| London                     | 96                         | Matthew Aylmer                |                            |                            |                            |                                                    |
| Greenwich                  | 54                         | Richard Edwards               |                            |                            |                            |                                                    |
| Restoration                | 70                         | James Gother                  |                            |                            |                            |                                                    |
| Grafton                    | 70                         | William Bokenham              |                            |                            |                            |                                                    |
| Hampton Court              | 70                         | John Graydon                  |                            |                            |                            |                                                    |
| Swiftsure                  | 70                         | Richard Clarke                |                            |                            |                            |                                                    |
| Saint Albans               | 50                         | Richard Fitzpatrick           |                            |                            |                            |                                                    |
| Kent                       | 70                         | John Neville                  |                            |                            |                            |                                                    |
| Royal William              | 100                        | Thomas Jennings               |                            |                            |                            | Flaggschiff von Rear-Admiral Cloudesley Shovell    |
| Sandwich                   | 90                         | Anthony Hastings              |                            |                            |                            |                                                    |
| Oxford                     | 54                         | James Wishart                 |                            |                            |                            |                                                    |
| Cambridge                  | 70                         | Richard Lestock               |                            |                            |                            |                                                    |
| Ruby                       | 50                         | George Mees                   |                            |                            |                            |                                                    |
| Blaues Geschwader (Ashby)  |                            |                               |                            |                            |                            |                                                    |
| Hope                       | 70                         | Henry Robinson                |                            |                            |                            |                                                    |
| Deptford                   | 50                         | William Kerr                  |                            |                            |                            |                                                    |
| Essex                      | 70                         | John Bridges                  |                            |                            |                            |                                                    |
| Duke                       | 90                         | William Wright                |                            |                            |                            | Flaggschiff von Rear-Admiral Richard Carter        |
| Ossory                     | 90                         | John Tyrrell                  |                            |                            |                            |                                                    |
| Woolwich                   | 54                         | Christopher Myngs             |                            |                            |                            |                                                    |
| Suffolk                    | 70                         | Christopher Billopp           |                            |                            |                            |                                                    |
| Crown                      | 50                         | Thomas Warren                 |                            |                            |                            |                                                    |
| Dreadnought                | 64                         | Thomas Coall                  |                            |                            |                            |                                                    |
| Stirling Castle            | 70                         | Benjamin Walters              |                            |                            |                            |                                                    |
| Edgar                      | 72                         | John Torpley                  |                            |                            |                            |                                                    |
| Monmouth                   | 66                         | Robert Robinson               |                            |                            |                            |                                                    |
| Duchess                    | 90                         | John Clements                 |                            |                            |                            |                                                    |
| Victory                    | 100                        | Edward Stanley                |                            |                            |                            | Flaggschiff von Admiral John Ashby                 |
| Vanguard                   | 90                         | Christopher Mason             |                            |                            |                            |                                                    |
| Adventure                  | 50                         | Thomas Dilkes                 |                            |                            |                            |                                                    |
| Warspite                   | 70                         | Caleb Grantham                |                            |                            |                            |                                                    |
| Montague                   | 62                         | Simon Foulks                  |                            |                            |                            |                                                    |
| Defiance                   | 60                         | Edward Gurney                 |                            |                            |                            |                                                    |
| Berwick                    | 70                         | Henry Martin                  |                            |                            |                            |                                                    |
| Lion                       | 60                         | Robert Wiseman                |                            |                            |                            |                                                    |
| Northumberland             | 70                         | Andrew Cotten                 |                            |                            |                            |                                                    |
| Advice                     | 50                         | Charles Hawkins               |                            |                            |                            |                                                    |
| Neptune                    | 96                         | Thomas Gardner                |                            |                            |                            | Flaggschiff von Vice-Admiral George Rooke          |
| Windsor Castle             | 90                         | Peregrine Osborne             |                            |                            |                            |                                                    |
| Expedition                 | 70                         | Edward Dover                  |                            |                            |                            |                                                    |
| Monck                      | 60                         | Benjamin Hoskins              |                            |                            |                            |                                                    |
| Resolution                 | 70                         | Edward Good                   |                            |                            |                            |                                                    |
| Albemarle                  | 90                         | Francis Wheler                |                            |                            |                            |                                                    |

### Frankreich
| Division               | Schiff                 | Kanonen                | Kommandant                              | Verluste               | Verluste               | Verluste               | Anmerkungen                                                                                              |
| Division               | Schiff                 | Kanonen                | Kommandant                              | getötet                | verwundet              | Insgesamt              | Anmerkungen                                                                                              |
| Blau-Weißes Geschwader | Blau-Weißes Geschwader | Blau-Weißes Geschwader | Blau-Weißes Geschwader                  | Blau-Weißes Geschwader | Blau-Weißes Geschwader | Blau-Weißes Geschwader | Blau-Weißes Geschwader                                                                                   |
| ---------------------- | ---------------------- | ---------------------- | --------------------------------------- | ---------------------- | ---------------------- | ---------------------- | --- |
| Vorhut                 | Bourbon                | 68                     | Barthélemy-Alexandre d'Aralle           |                        |                        |                        | bei La Hougue verbrannt                                                                                  |
| Vorhut                 | Monarque               | 90                     | André de Nesmond                        |                        |                        |                        | Flaggschiff der Vorhut                                                                                   |
| Vorhut                 | Aimable                | 70                     | Charles de Boscal de Mornac             |                        |                        |                        | |
| Vorhut                 | Saint Louis            | 64                     | Jean de La Roque-Persin                 |                        |                        |                        | bei La Hougue verbrannt                                                                                  |
| Vorhut                 | Diamant                | 60                     | Simon de Pas                            |                        |                        |                        | |
| Zentrum                | Gaillard               | 68                     | Jacques Davy                            |                        |                        |                        | bei La Hougue verbrannt                                                                                  |
| Zentrum                | Terrible               | 80                     | Jacques Kadot de Sébeville              |                        |                        |                        | bei La Hougue verbrannt                                                                                  |
| Zentrum                | Merveilleux            | 90                     | Joseph de Mons                          |                        |                        |                        | Geschwaderflaggschiff von Lieutenant-général Charles-François Davy d’Amfreville, bei La Hougue verbrannt |
| Zentrum                | Tonnant                | 76                     | Jean-Baptiste d'Augustine de Septèmes   |                        |                        |                        | bei La Hougue verbrannt                                                                                  |
| Zentrum                | Saint Michel           | 60                     | de Villars                              |                        |                        |                        | |
| Zentrum                | Vermandois             | 62                     | Louis de Lévy                           |                        |                        |                        | |
| Nachhut                | Sérieux                | 64                     | Charles de Courbon-Blénac               |                        |                        |                        | |
| Nachhut                | Foudroyant             | 84                     | Ferdinand de Relingues                  |                        |                        |                        | bei La Hougue verbrannt                                                                                  |
| Nachhut                | Brillant               | 62                     | de Combes                               |                        |                        |                        | |
| Weißes Geschwader      |                        |                        |                                         |                        |                        |                        | |
| Vorhut                 | Fort                   | 60                     | La Rongère                              |                        |                        |                        | bei La Hougue verbrannt                                                                                  |
| Vorhut                 | Henri                  | 64                     | Gaspard de Goussé de La Roche-Allard    |                        |                        |                        | |
| Vorhut                 | Ambitieux              | 96                     | Louis César de Campet                   |                        |                        |                        | bei La Hougue verbrannt                                                                                  |
| Vorhut                 | Couronne               | 76                     | de Montbron                             |                        |                        |                        | |
| Vorhut                 | Maure                  | 52                     | Jean Baptiste Achard                    |                        |                        |                        | |
| Vorhut                 | Courageux              | 58                     | François de Bricqueville                |                        |                        |                        | |
| Zentrum                | Perle                  | 52                     | Claude de Forbin                        |                        |                        |                        | |
| Zentrum                | Glorieux               | 64                     | Joseph-Charles Joubert de La Bastide    |                        |                        |                        | |
| Zentrum                | Conquerant             | 84                     | Pierre Guérusseau                       |                        |                        |                        | |
| Zentrum                | Soleil Royal           | 104                    | Charles des Nos                         |                        |                        |                        | Flottenflaggschiff von Vice-amiral Anne Hilarion de Costentin de Tourville, bei Cherbourg verbrannt      |
| Zentrum                | Sainte Philippe        | 84                     | Louis Le Roux d'Infreville-Saint-Aubin  |                        |                        |                        | bei La Hougue verbrannt                                                                                  |
| Zentrum                | Admirable              | 90                     | de Beaujeu                              |                        |                        |                        | bei Cherbourg verbrannt                                                                                  |
| Nachhut                | Content                | 68                     | Charles de Sainte-Maure                 |                        |                        |                        | |
| Nachhut                | Souverain              | 80                     | Joseph Andrault                         |                        |                        |                        | |
| Nachhut                | Illustre               | 70                     | de Combes                               |                        |                        |                        | |
| Nachhut                | Moderé                 | 52                     | d'Évry                                  |                        |                        |                        | |
| Blaues Geschwader      |                        |                        |                                         |                        |                        |                        | |
| Vorhut                 | Excellent              | 60                     | Amatheur du Rivau-Huet                  |                        |                        |                        | |
| Vorhut                 | Prince                 | 56                     | Pierre de Bagneux                       |                        |                        |                        | |
| Vorhut                 | Magnifique             | 86                     | Allain Emmanuel de Coëtlogon            |                        |                        |                        | bei La Hougue verbrannt                                                                                  |
| Vorhut                 | Laurier                | 64                     | Hervault                                |                        |                        |                        | |
| Zentrum                | Brave                  | 58                     | Jean-François-Florent de Laigle         |                        |                        |                        | |
| Zentrum                | Entendu                | 60                     | Charles-Daniel Ricoux                   |                        |                        |                        | |
| Zentrum                | Triomphant             | 76                     | Charles-François de Machault de Belmont |                        |                        |                        | bei Cherbourg verbrannt                                                                                  |
| Zentrum                | Orgueilleux            | 94                     | Courbon-Blénac                          |                        |                        |                        | Geschwaderflaggschiff von Lieutenant-général Jean de Gabaret                                             |
| Zentrum                | Fier                   | 76                     | François-René de Betz                   |                        |                        |                        | bei La Hougue verbrannt                                                                                  |
| Zentrum                | Fleuron                | 56                     | de Montgon                              |                        |                        |                        | |
| Nachhut                | Courtesan              | 64                     | François de Colbert de Saint-Mars       |                        |                        |                        | |
| Nachhut                | Grand                  | 84                     | Chevalier de Courbon                    |                        |                        |                        | Flaggschiff der Nachhut von Chef d’escadre François Panetié                                              |
| Nachhut                | Saint-Esprit           | 74                     |                                         |                        |                        |                        | |
| Nachhut                | Sirène                 | 64                     | Abraham Duquesne-Guiton                 |                        |                        |                        | |

### Wracks
Wracks aus dieser Zeit wurden 1990 vom Taucher Christian Cardin mittels Magnetometer entdeckt und anhand von Holzproben 2022 identifiziert.

## Bemerkungen
1. ↑  Auch als Admiraal Generaal bezeichnet.